# Бей, Камал
Камал Амир Бей (англ. Kamal Ameer Bey; 3 января 1998, Белвуд, Иллинойс, США) — американский борец греко-римского стиля, победитель Панамериканских игр, победитель и призёр Панамериканских чемпионата.

## Карьера
С момента прихода в Олимпийский тренировочный центр в 2016 году он стал национальным чемпионом в Fargo Nationals. Он представлял Соединенные Штаты на первенстве мира среди юниоров в 2016, 2017 и 2018 годах, заняв восьмое, первое и пятое места соответственно.
В конце января 2016 года он занял 4 место на международном Мемориале памяти Дейва Шульца и завоевал титул победителя турнира Билла Фарелла. В декабре 2016 года после победы на Открытом чемпионате США, он представлял страну на клубном чемпионате мира, в составе которой занял одиннадцатое место.
В 2017 году он выиграл международный турнир Дейва Шульца, занял второе место на Открытом чемпионате США, третье место на Гран-при Загреба и двадцать первое место на чемпионате мира среди спортсменов до 23 лет.
В 2018 году он завоевал титулы чемпиона на Открытом чемпионате США, Серро Пеладо на Кубе и Билла Фаррелла. В начале 2018 года в Лиме он участвовал на Панамериканский чемпионат, но был вынужден сняться с турнира после того, как получил травму в своей первой схватке. Затем он занял семнадцатое место на Гран-при Германии, проиграв в первом раунде. В своем последнем соревновании 2018 года Бей в конце октября участвовал на чемпионате мира в Будапеште, где уступив в 1/8 финала азербайджанцу Эльвину Мурсалиеву, занял седьмое место.
В 2019 году он завоевал свой второй титул победителя Мемориала памяти Дейва Шульца, свой второй подряд титул победителя Открытого чемпионата США, в апреле 2019 года он занял второе место на Панамериканском чемпионата, где в финале проиграл кубинцу Йосванису Пенье, так же в этом году и выступал на турнире Final X. В декабре он выиграл национальный чемпионат США и прошел отбор на Олимпийские игры.
В февраля 2019 года Бей боролся с россиянином Рафаэлем Юнусовым в четвертьфинале Гран-при Загреба. Проигрывая, Бей атаковал Юнусова, ударив его в подбородок в конце схватки, что привело к поражению из-за дисквалификации с того турнира. Он не был долгосрочно отстранён и через несколько дней выступил на Гран-при Венгрии.
В 2020 году он занял седьмое место на рейтинговом турнире Маттео Пелликоне в Италии, а затем должен был принять участие в отборочных соревнованиях олимпийской сборной США в апреле в Стейте-Колледже штата Пенсильвания. Однако, соревнования были отложены на 2021 год вместе с летними Олимпийскими играми из-за пандемии COVID-19, в результате чего все участники квалификации не смогли принять участие в соревнованиях. 
30 октября 2020 года Антидопинговое агентство США объявило, что Бей был дисквалифицирован на один год, после того, как не предоставил надлежащую информацию о своем местонахождении, что лишило его возможности принять участие на летних Олимпийских играх 2020 года в Токио.
3 ноября 2023 года в Сантьяго, одолев в финале бразильца Жойлсон Жуниор, он стал победителем Панамериканских игр.
В феврале 2024 года Бей в Акапулько, завоевал бронзовую медаль на Панамериканском чемпионате. Несколько дней спустя в том же Акапулько, он участвовал в Панамериканском отборочном турнире к Олимпийским играм в Париже, где он в решающей схватке потерпел поражение от Хаира Куэро из Колумбии. В мае 2024 года Бей участвовал в мировом отборочном турнире, который проходил в Стамбуле, где также уступил в решающей встрече венгру Золтану Леваи, не пройдя отбор на Олимпиаду.

## Личная жизнь
Учился в младших классах в средней школе Ок-Парк и Ривер-Форест в городе Ок-Парк, родного штата Иллинойс. Во время учёбы в старшей школе он был национальным чемпионом ассоциации USA Wrestling, трёхкратным чемпионом по греко-римской борьбе и чемпионом штата Иллинойс по студенческой борьбе. В августе 2015 года он решил бросить среднюю школу, не закончив 12-й класс, чтобы сосредоточиться на греко-римской борьбе и переехать в Олимпийский тренировочный центр США в Колорадо-Спрингс (штат Колорадо).

## Достижения
- Панамериканский чемпионат по борьбе 2019 — ;
- Панамериканский чемпионат по борьбе 2023 — ;
- Панамериканские игры 2023 — ;
- Панамериканский чемпионат по борьбе 2024 — ;
- Панамериканский чемпионат по борьбе 2024 — ;